# 三亜駅
三亜駅（さんあえき）は中華人民共和国海南省三亜市に位置する中国国鉄の駅。中国の一大リゾート地の為、観光客が多く訪れる。街中心部からは少し離れているが、交通の便は良い。

## 利用可能な鉄道路線
中国国鉄
海南西環線
海南東環鉄道
海南西環高速鉄道
路面電車
三亜有軌電車T1線(三亜火車站駅)

## バス
市中心部向けのバスの他、南山寺(南山文化旅游区)などの観光地向けのバスも出ている。

## 駅周辺
街自体はそんなに大きくなく、駅も中心部から少し離れているが、日用品レベルなら比較的簡単に手に入る。

## 歴史
- 1960年 - 旧三亜駅開業。
- 1985年2月5日 - 石碌～三亜間が標準軌で開通。
- 2007年4月18日 - 海口～叉河間が開通。鉄道連絡船を通して中国本土と連結。
- 2010年12月30日 - 海南東環鉄道が開通。駅舎も現駅舎に代わる。
- 2015年12月30日 - 海南西環高速鉄道が開通。

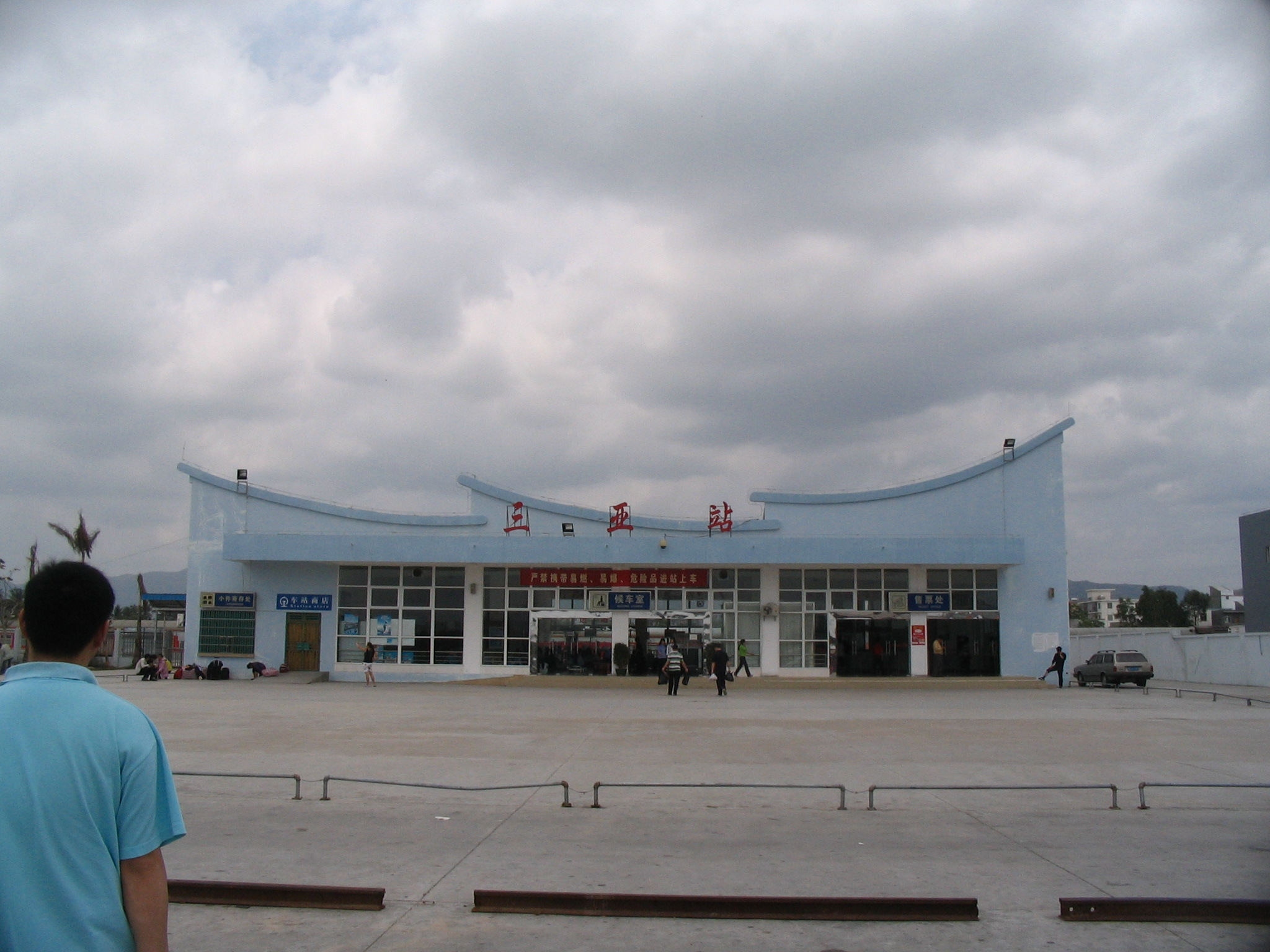
旧三亜駅駅舎
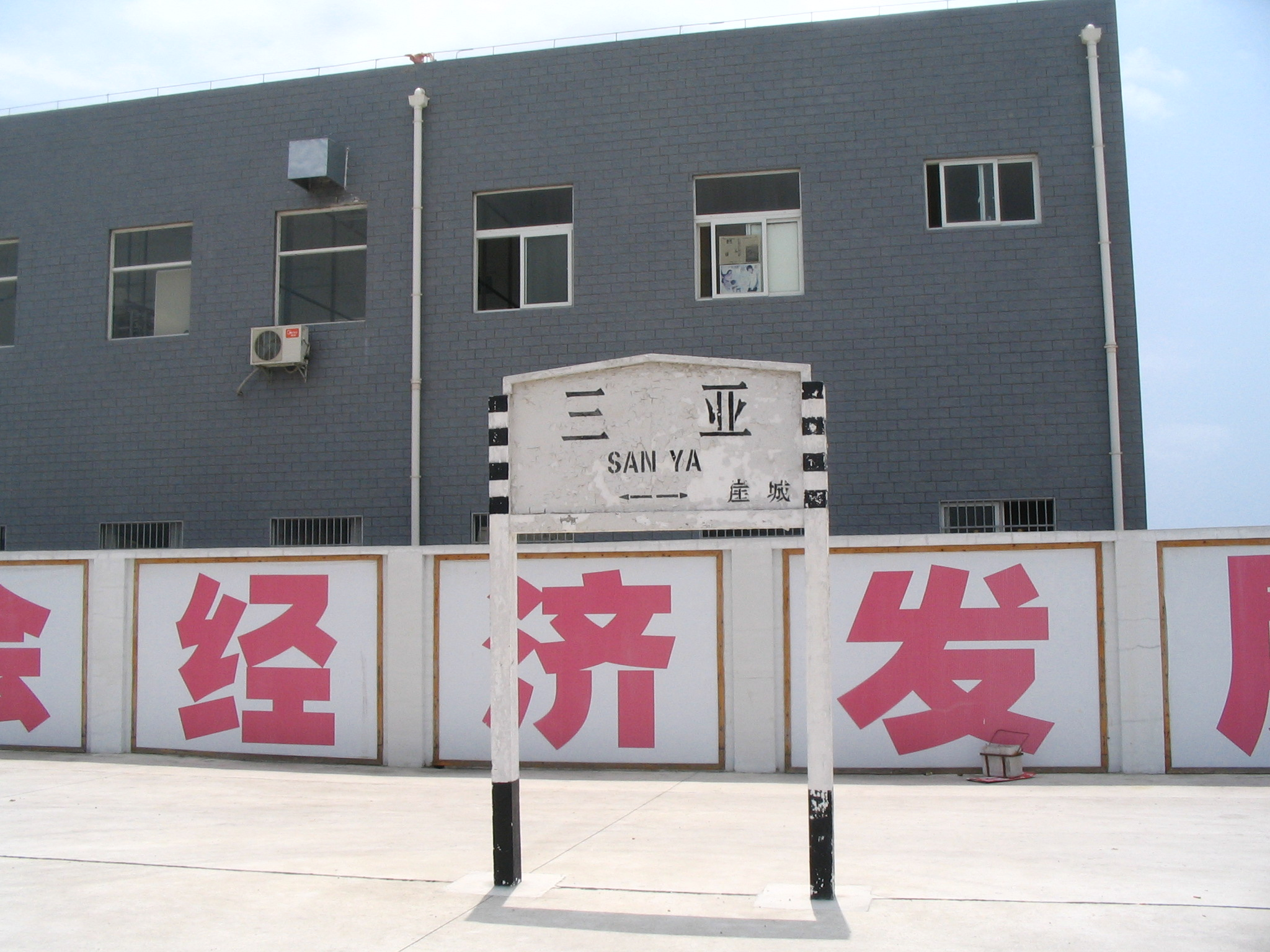
旧三亜駅プラットホーム
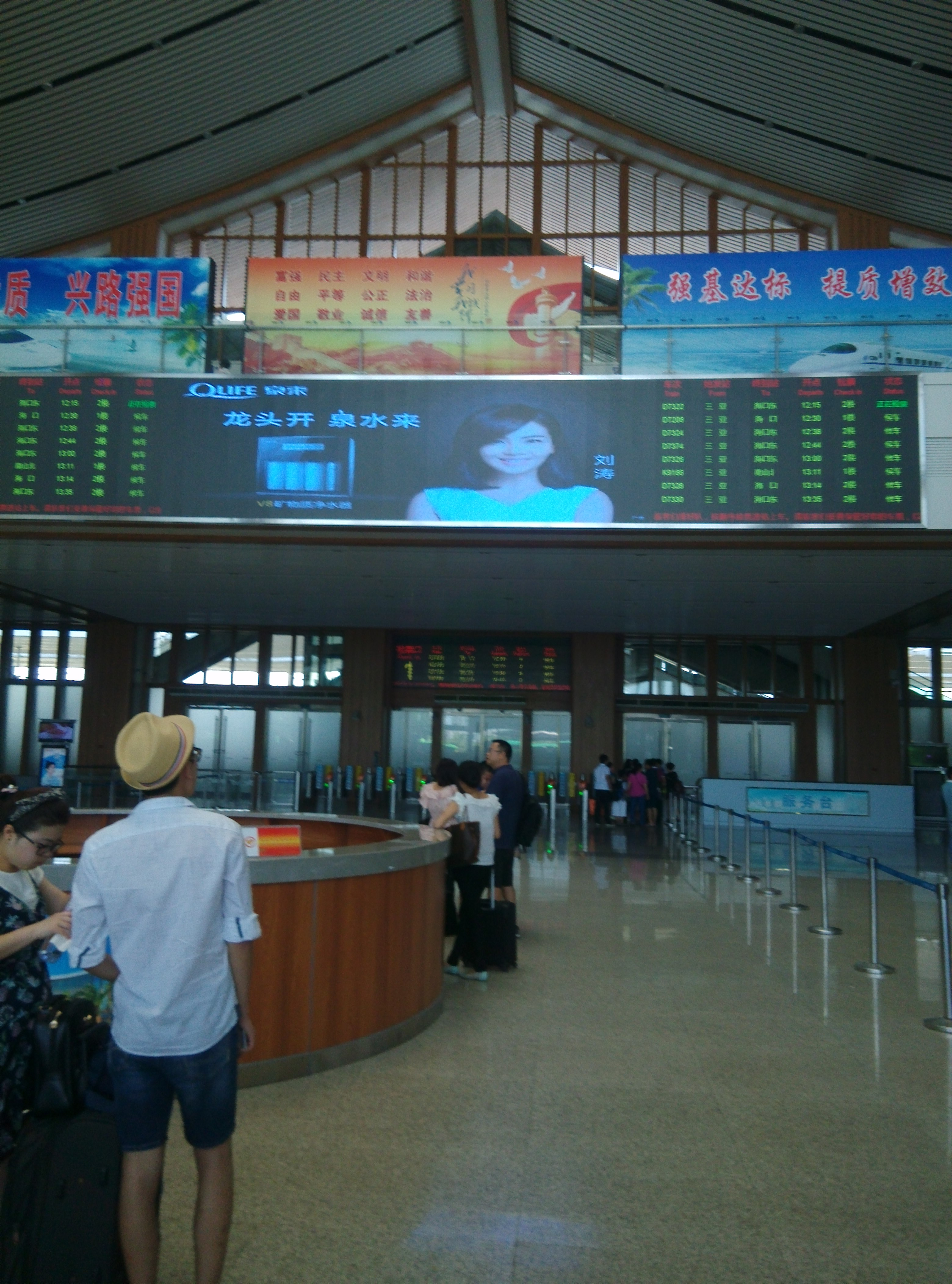
三亜駅構内の様子(2017年5月1日現在)
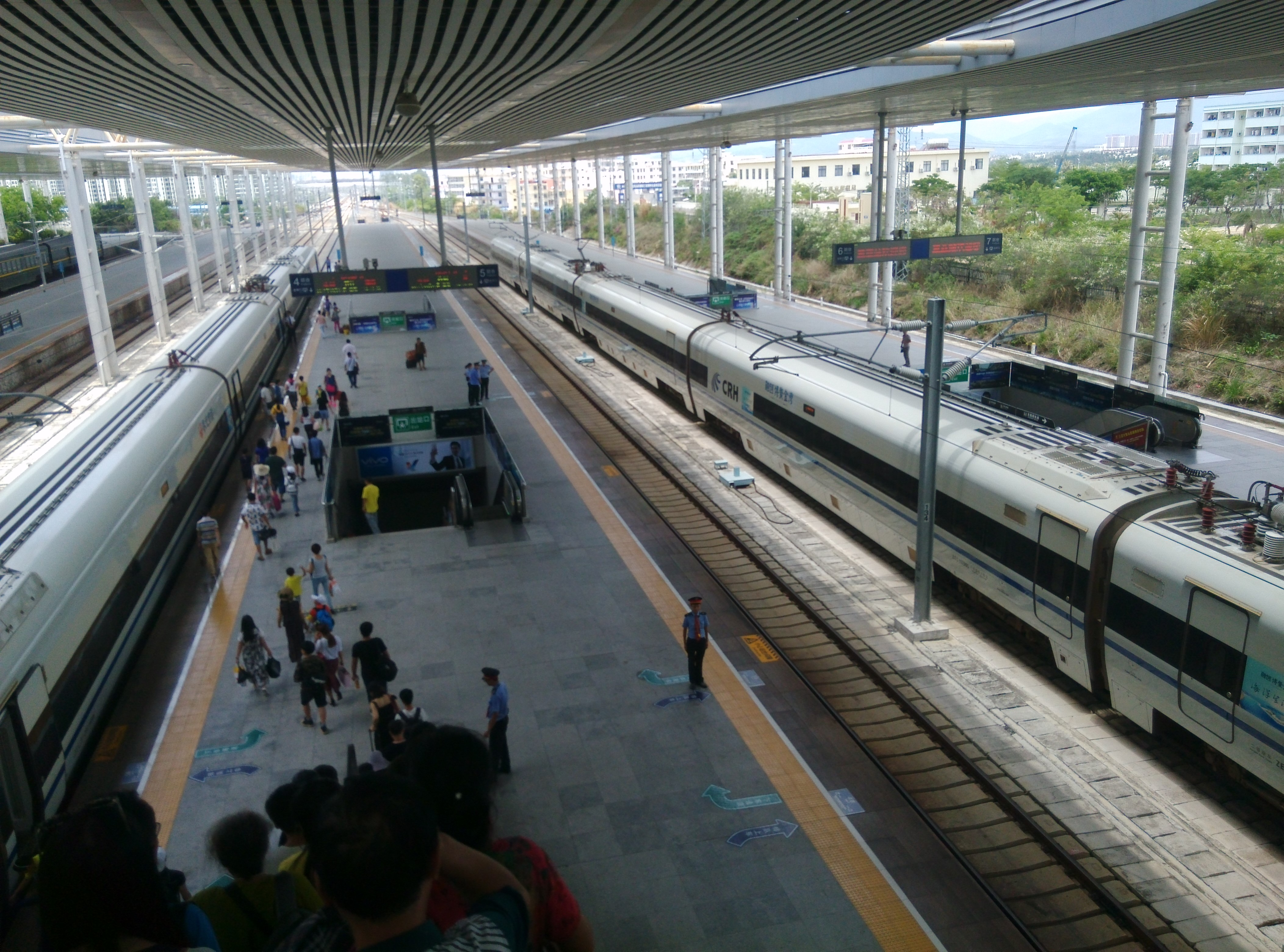
現三亜駅プラットホーム(2017年5月1日現在)
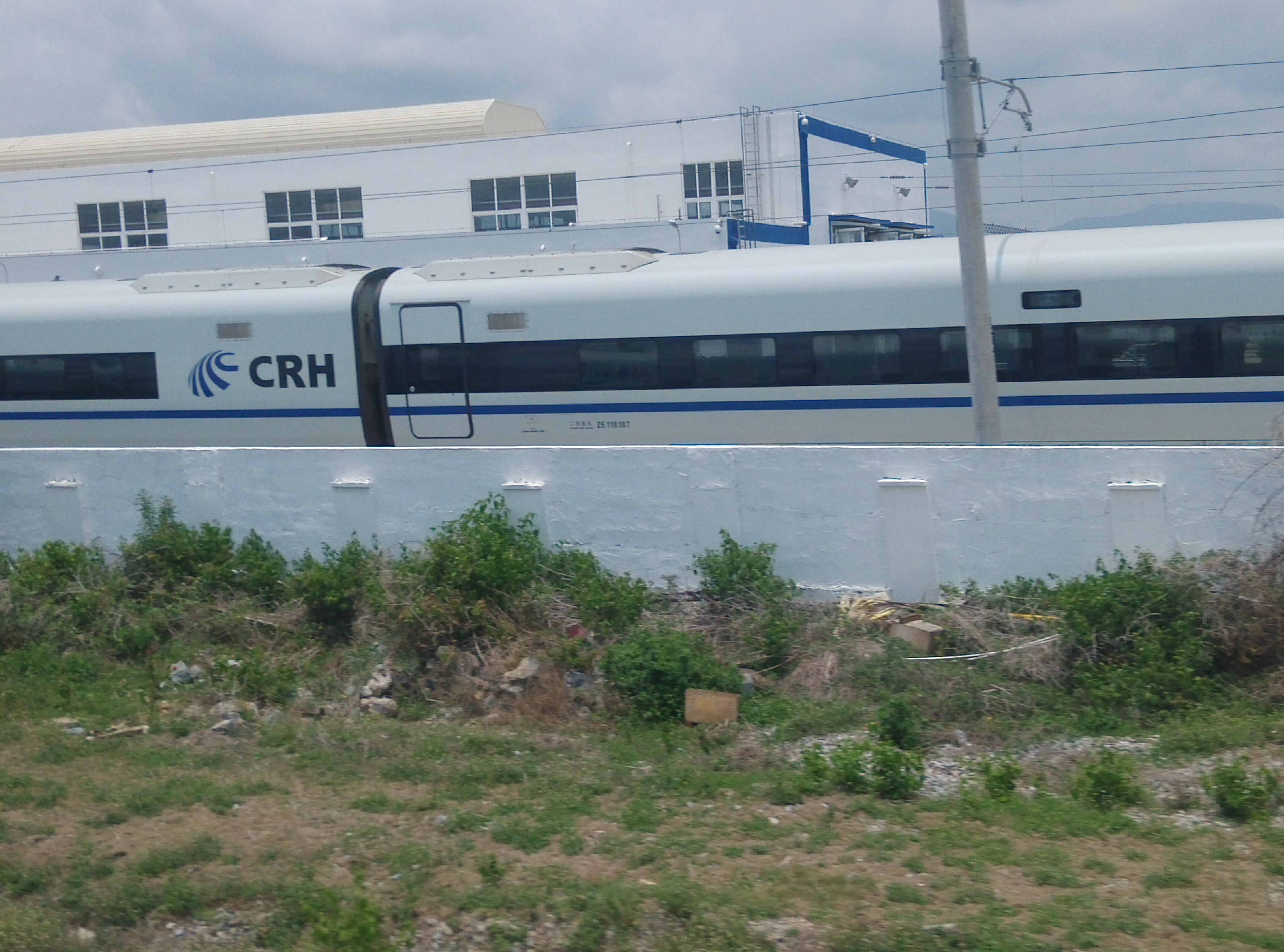
三亜駅西方にある海南環島高鉄車両基地

## 隣の駅
中国国鉄
海南西環線
南山北駅 - 三亜駅
海南東環鉄道
亜龍湾駅 - 三亜駅
海南西環高速鉄道
鳳凰機場駅 - 三亜駅